# アラスカ州道1号線

アラスカ州道1号線（あらすかしゅうどういちごうせん、英語: Alaska Route 1、略号：AK-1）は、アメリカ合衆国アラスカ州南部の州道。ホーマーから北東に向かい、アンカレッジを経由して、東はトック (アラスカ州)に至る。アラスカに２つある高速道路のうちの1つで、他はアラスカ州道2号線（別名：カナダ・アラスカ間のアラスカ・ハイウェイ）、アラスカ州道3号線（ジョージ・パークス・ハイウェイ）などがある
AK-1は次の道路からなり、ホーマーからトックへ達する。
- スターリング・ハイウェイ（英語版） - ホーマーからターンレイク・ジャンクションまで
- スューワード・ハイウェイ（英語版） - ターン・レイク・ジャンクションからアンカレジまで
- グレン・ハイウェイ（英語版） - アンカレッジからグレンアレンまで
- リチャードソン・ハイウェイ - グレンアレンからガコナ・ジャンクションまで
- トック・カットオフ（Tok Cut-Off） - ガコナ・ジャンクションからトックへ

## 参照項目
- アラスカ州道2号線
- アラスカ州道3号線